# Visar Vishka
Visar Vishka (mac. Висар Вишка; ur. 17 stycznia 1977 w Gostiwarze) – północnomacedoński aktor teatralny pochodzenia albańskiego.

## Życiorys
Ukończył studia aktorskie na Uniwersytecie Świętych Cyryla i Metodego w Skopju. Dwukrotnie pełnił funkcję doradcy ministra kultury – w latach 2007 i 2018.
W 2011 roku rozpoczął pracę w Macedońskim Teatrze Narodowym.